# Serbia en los Juegos Paralímpicos
Serbia en los Juegos Paralímpicos está representada por el Comité Paralímpico de Serbia, miembro del Comité Paralímpico Internacional.
Ha participado en cinco ediciones de los Juegos Paralímpicos de Verano, su primera presencia serbia tuvo lugar en Pekín 2008. El país ha obtenido un total de veintiocho medallas en las ediciones de verano: ocho de oro, trece de plata y siete de bronce.
En los Juegos Paralímpicos de Invierno ha participado en tres ediciones, siendo Vancouver 2010 su primera aparición en estos Juegos. El país no ha conseguido ninguna medalla en las ediciones de invierno.

## Medallero

### Por edición
| Evento              | Oro | Plata | Bronce | Total |
| ------------------- | --- | ----- | ------ | ----- |
| Pekín 2008          | 0   | 2     | 0      | 2     |
| Londres 2012        | 2   | 3     | 0      | 5     |
| Río de Janeiro 2016 | 3   | 2     | 4      | 9     |
| Tokio 2020          | 2   | 3     | 1      | 6     |
| París 2024          | 1   | 3     | 2      | 6     |
| TOTAL               | 8   | 13    | 7      | 28    |

| Evento           | Oro | Plata | Bronce | Total |
| ---------------- | --- | ----- | ------ | ----- |
| Vancouver 2010   | 0   | 0     | 0      | 0     |
| Sochi 2014       | 0   | 0     | 0      | 0     |
| Pyeongchang 2018 | 0   | 0     | 0      | 0     |
| Pekín 2022       | –   | –     | –      | –     |
| TOTAL            | 0   | 0     | 0      | 0     |

### Por deporte
Deportes de verano
| Evento        | Oro | Plata | Bronce | Total |
| ------------- | --- | ----- | ------ | ----- |
| Atletismo     | 3   | 5     | 2      | 10    |
| Tenis de mesa | 1   | 6     | 4      | 11    |
| Tiro          | 4   | 2     | 1      | 7     |
| TOTAL         | 8   | 13    | 7      | 28    |